# Медаль «За укрепление военного сотрудничества» (Кыргызстан)
Медаль «За укрепление военного сотрудничества» — ведомственная медаль Министерства обороны Кыргызской Республики.

## Положение о медали
1. Медалью награждаются военнослужащие и лица гражданского персонала Вооруженных Сил Кыргызской Республики, другие граждане Кыргызской Республики и иностранных государств, внесшие большой личный вклад в дело укрепления военного сотрудничества Кыргызской Республики с иностранными государствами.
2. Вместе с медалью награждённому вручается удостоверение к медали установленной формы.
3. Повторное награждение медалью не производится.
4. Медаль (лента медали) носится награждёнными на левой стороне груди и при наличии других медалей (лент медалей) располагается перед медалью (лентой медали) «Мыкты аскердик кызмат учун» («За отличие в воинской службе»).

## Описание медали
Медаль изготавливается из томпака серебристого цвета, имеет форму выпуклой восьмиконечной звезды диаметром 42 мм, края которой выполнены в виде расходящихся лучей.
На лицевой стороне медали расположен круг синего цвета, в центре которого рельефное изображение двух рук, держащих меч, повернутый остриём вверх, окаймлённых с обеих сторон лавровыми венками. Все рельефные изображения на круге золотистого цвета. Круг окаймлён лентой темно-красного цвета с золотистыми краями, по центру которого помещена выпуклая надпись золотистого цвета на государственном языке «Кыргыз Республикасынын Коргоо Министрлиги». Между восьмиконечной звездой и кругом расположены два скрещенных между собой меча золотистого цвета, повернутых острием вверх.
Оборотная сторона медали серебристого цвета с выпуклыми надписями на государственном и официальном языках «Аскер кызматташтыгын бекемдегендиги учун» и «За укрепление военного сотрудничества».
Медаль с помощью ушка и кольца крепится к пятиугольной колодке, обтянутой шелковой муаровой лентой шириной 24 мм. Вдоль краёв ленты продольные красные полосы 7 мм шириной, посередине ленты белая полоса 2 мм шириной и вдоль белой полосы с двух сторон расположены серебристые полосы 4 мм шириной.